# رعادة النيل
رَعَّادَة النيل أو فُتْرَة النيل أو رَعَّاشة النيل . وتسمى بَرَّادة في نهر النيل (في دولة السودان) اما الرَعَّاد فهو سمك اّخر كما ورد في معجم الحيوان للفريق امين معلوف (بالإنجليزية: Electric catfish)‏ و(باللاتينية: Malapterurus electricus) وهي سمكة تعيش في حوض النيل وتوجد في كثير من الدول الأفريقية وتنشط ليلا وتختبئ بالأماكن التي تكثر بها الحجارة والنباتات وتتغذى على الأسماك والكائنات الصغيرة ولها جلد سميك
وتطلق شحنة كهربائية عند إحساسها بالخطر أو عندما يتم الإمساك بها.

## صفتها
هذا النوع يصل طوله إلى 122 سنتيمترا (48 بوصة).

## في التجارة
توجد الفترة في بعضٍ متاجر اسماك الزينة، يصل طول الفترة إلى 122 سنتيمترا كما ذكر في المقطع السابق، ولكن معدل طولها في احواض تربية اسماك الزينة هو 30.48 سنتيمترا، أو 12 بوصة.
الفترة شديدة التحمل، وتتقبل معظم أنواع الغذاء بشراهة، ولمعرفة احسن غذاء تتقبله السمكة يتوجب تجربة عدة أنواع من الاغذية، الحلزون المائي هو النوع الوحيد من الكائنات المائية المتوافقة مع الفترة.
208.19 لتر أو 55 جالون هو اقل حجم ماء مناسب في حوض الزينة لهذا السمك اما اقل درجة حرارة مناسبة هي 23.88 درجة مئوية أو 75 درجة فهرنهايتية.